# Lenguas sabi
Las lenguas sabi son un grupo de lenguas bantúes establecido por Christine Ahmed (1995). Constituyen una parte sustancial de la zona M de Guthrie junto con el senga. 

## Lenguas del grupo
Las clasificación usual de estas lenguas, incluyendo la codicación de Guthrie, son:
- Tabwa (Malungu, M40).
- Tumbuka-Senga (N20).
- Sabi meridional: Bemba–Unga (M40), Aushi, Lala-Bisa, Seba, Swaka, Lamba (M50).

El bwile (hablado por el pueblo bwile) podría ser parte del grupo, ya que es parte de la zona M.40 de Guthrie y Nurse (2003) no encuentra motivos para que se trate de una lengua excepcional, sin embargo, esta lengua no es considerara en los datos de C. Ahmed. Nurse (2003) conjetura que las lenguas botatwe podrían estar directamente emparentadas con las lenguas sabi.